# Medalla dels Partisans
La Medalla dels Partisans (Медаль «Партизану Отечественной войны») va ser creada el 2 de febrer de 1943 per Stalin per ser atorgada a combatents partisans, comandants de destacaments de partisans i a organitzadors del moviment partisà durant la Gran Guerra Patriòtica pel valor, valentia personal i coratge en la tasca d'alliberar la Unió Soviètica darrera de les línies dels invasors alemanys.
Va ser instituïda pel Decret de la Presidència del Soviet Suprem de l'URSS del 2 de febrer de 1943 (Gaseta del Soviet Suprem de l'URSS n.6 de 1943) per distingir a tots aquells guerrillers que es distingissin en la seva lluita contra l'invasor alemany (decret publicat a la Gaseta del Soviet Suprem de la Unió Soviètica N. 6 de 1943). La seva posició es modificà en el decret de la Presidència del 26 de febrer de 1947, i la descripció, en el decret del 19 de juny de 1943.
La seva concessió era feta mitjançant decret de la Presidència del Soviet Suprem.
Penja a l'esquerra del pit i se situa després de la Medalla de la Distinció Laboral. Juntament amb la medalla s'atorgava un certificat acreditatiu.
Va ser la primera medalla soviètica que estava dividida en graus (la segona no apareixeria fins al 1974, la Medalla pel Servei Militar Distingit). La 1a classe seria la classe superior.
L'autor de la medalla va ser el pintor N.I. Moskalev, i el dibuix es va prendre del projecte cancel·lat de la medalla dels 25 anys de l'Exèrcit Roig.
El primer decret de la presidència atorgant la medalla va ser signat el 18 de novembre de 1943, i es concedia la de 1r grau en 34 ocasions i la de 2n grau en 36. Un dels primers partisans a rebre-la va ser V.I. Osipenko, del destacament "Peredovoi", que operava a les zones de Tula i Smolensk.
En total, la de 1a classe va ser atorgada en 56.883 ocasions, i la de 2a classe en 70.992 ocasions.

## Disseny
És una medalla rodona de 32 mm de diàmetre. L'anvers i el revers de les medalles són el mateix per totes dues. La diferència és que la 1a Classe és feta de plata i la 2a en llautó.
Les medalles contenen les imatges de perfil de Lenin i Stalin, mirant a l'esquerra. Al voltant hi ha la llegenda "ПАРТИЗАНУ ОТЕЧЕСТВЕННОЙ ВОЙНЫ" ("Al Partisà de la Guerra Patriòtica"). A sota de l'anvers hi ha una petita cinta amb les lletres "C.C.C.P." (URSS) dividides per una petita estrella. Al revers hi apareix la falç i el martell i hi ha la inscripció "ЗА НАШУ РОДИНУ" ("Per la nostra Pàtria Soviètica").
La medalla es suspèn sobre un galó pentagonal de seda de muaré verd clar de 24 mm d'ample, amb una franja central de 2 mm d'ample, vermella per la Primera Classe i blau cel amb la franja blava per la Segona.